# Ho Trovato Gerardina
Ho Trovato Gerardina è il terzo album della cantante italiana Gerardina Trovato, pubblicato su etichetta Sugar Music nel 1996.

## Descrizione
L'album contiene brani come Amori amori, Cambierò domani e Voglio di più, oltre a E già, in duetto con Renato Zero, e Piccoli già grandi, con cui la Trovato partecipa al Festivalbar.

## Tracce
CD (Sugar, SGR 4430-2)
1. Voglio di più – 3:41
2. Goodbye – 3:44
3. Cambierò domani – 4:07
4. È successo a noi – 3:45
5. Piccoli già grandi – 4:23
6. E già (feat. Renato Zero) – 3:58
7. Amori amori – 3:46
8. È stata un'avventura – 3:51
9. Dimmi almeno il nome – 3:43
10. Una storia già finita – 4:01
11. Cicciona – 3:39

Durata totale: 42:38

## Formazione
- Gerardina Trovato - voce, chitarra
- Angelo Anastasio - chitarra
- Massimo Sutera - basso
- Daniele Tedeschi - batteria
- Joe Amoruso - pianoforte, fisarmonica
- Mauro Malavasi - tastiere, sintetizzatore
- Candelo Cabezas - percussioni
- Eric Daniel - sax, flauto
- Ignazio Orlando - basso
- Ensemble Teatro Comunale di Bologna - archi
- Luca Jourman - cori
- Emanuela Cortesi - cori
- Paola Repele - cori

## Classifiche
| Classifica (1996) | Posizione massima |
| ----------------- | ----------------- |
| Italia            | 20                |